# Орле (општина)
Орле су насељено место и средиште општине Орле у Туропољу, Загребачка жупанија, Хрватска. До нове територијалне организације подручје општине налазило се у саставу бивше велике општине Велика Горица.

## Становништво

### Попис2001.
По попису из 2001. године, општина Орле је имала 2.145 становника, распоређених у 10 насељених места, од тога је у самим Орлама живело 70 становника.

### Попис1991.
До нове територијалне организације, општина Орле се налазила у саставу бивше велике општине Велика Горица.
Национални састав општине Орле, по попису из 1991. године је био следећи:
| година пописа | укупно | Хрвати         | Срби       | Југословени | остали     |
| ------------- | ------ | -------------- | ---------- | ----------- | ---------- |
| 1991          | 2.214  | 2.148 (97,01%) | 17 (0,76%) | 6 (0,27%)   | 43 (1,94%) |

### Орле (насељено место), национални састав
| Националност       | 1991.       |
| Хрвати             | 76 (98,70%) |
| Срби               | 0           |
| Југословени        | 0           |
| остали и непознато | 1 (1,29%)   |
| Укупно             | 77          |